# HMS Vox (P73)
Pour les autres navires du même nom, voir HMS Vox.
Le HMS Vox (pennant number : P73) est un sous-marin britannique de Classe V de la Royal Navy qui a servi dans la dernière partie de la Seconde Guerre mondiale, de 1943 à 1946, avant d’être ferraillé à Cochin. Un précédent sous-marin également baptisé HMS Vox avait été transféré à la France sous le nom de Curie.

## Engagements
Le HMS Vox a été construit par Vickers-Armstrongs et sa quille fut posée le 19 décembre 1942. Il était destiné à remplacer un autre sous-marin du même nom, qui, une fois terminé, avait été mis en service français. Le navire a été lancé le 28 septembre 1943 et a été mis en service le 20 décembre.
Les premiers exercices du navire ont eu lieu le 31 janvier 1944, lorsqu’il a participé à des exercices de ciblage et d’attaque en conjonction avec le HMS Vigorous, le HMS Breda et le HMS Vivid dans le Holy Loch. Le HMS Vox a participé aux côtés du HMS Vivid à des exercices contre le HMS Vigorous en fin de journée. Après les exercices, le HMS Vox a quitté Holy Loch aux côtés du HMS Vivid, et les deux navires ont fait route vers Larne, escortés par le HMS ML 225.
Après un aller-retour de Larne à Holy Loch, le HMS Vox part avec le HMS Sturdy pour Gibraltar, avec le HMS Sturdy en route pour l’Extrême-Orient et le HMS Vox destiné à rester dans la mer Méditerranée. Les 3 et 4 juillet 1944, alors qu’il patrouillait au large des côtes grecques, le HMS Vox coula deux voiliers au large de Monemvasia et un voilier allemand au large de Santorin. Le 10 juillet, le HMS Vox torpille et coule le charbonnier allemand Anita entre les îles Andros et Tinos. Le 1er août, le HMS Vox prétendit avoir coulé un voilier, et le 3 août, il tira deux torpilles sur un patrouilleur auxiliaire, bien que les deux torpilles aient manqué leur cible. Le 4 août, le HMS Vox coula trois navires ennemis : le navire de garde allemand GK 61 Pétrel, et les voiliers allemands Thetis et SA 83 à Héraklion. Le Vox a également coulé des voiliers ennemis les 31 août, 24 septembre et 25 septembre, lorsqu’il a coulé le voilier grec Vol,.
Le 12 février 1945, le HMS Vox a été mis sur cale à Fremantle, et le 13 février il a été remis sur l’eau. Il a ensuite été utilisé pour l’entraînement à la lutte anti-sous-marine jusqu’à sa démolition en octobre 1946 à Cochin,.